# Ногтиха
Ногтиха — упразднённая деревня на территории Высоковского сельского поселения Усть-Кубинского района Вологодской области. Входила в состав Новосельского сельсовета Кадниковского уезда.
Проживали русские

## География
Располагалась на берегу реки Кубена, у южной окраины современной деревни Павловское.
Ближайшие населённые пункты — Митрофаниха, Ушаково, Заборье, Новое Павловское.
Расстояние до районного центра Устья по автодороге — 26 км, до центра муниципального образования Высокого по прямой — 15 км.